# Lophospermum erectum
Lophospermum erectum är en grobladsväxtart som först beskrevs av Hemsley, och fick sitt nu gällande namn av Werner Hugo Paul Rothmaler. Lophospermum erectum ingår i släktet Lophospermum och familjen grobladsväxter. Inga underarter finns listade i Catalogue of Life.